# Laheda
Laheda è un comune rurale dell'Estonia sudorientale, nella contea di Põlvamaa. Il centro amministrativo è la località (in estone küla) di Tilsi.

## Località
Oltre al capoluogo, il comune comprende altre 10 località:
Himma - Joosu - Lahe - Mustajõe - Naruski - Pragi - Roosi - Suurküla - Tilsi - Vana-Koiola - Vardja